# 滇拉拉藤
滇拉拉藤（学名：Galium yunnanense），为茜草科拉拉藤属下的一个植物种。其种加词“yunnanense”意为“云南的”。